# Mar Zutra
Mar Zutra (in ebraico מר זוטרא‎?; ... – 417) è stato un rabbino babilonese, vissuto tra il IV e V secolo d.C.
Fu allievo di Rav Papa (c. 300–375), citato di frequente nei suoi scritti e di Rav Papi. I suoi collaboratori più stretti furono Rav Ashi e Amemar. Le fonti li descrivono insieme nei momenti di studi, durante i pasti e nelle visite alla corte di Yazdgard I.
Zutra diresse la yeshiva della città di Pumbedita e, secondo il libro Seder Tannaim ve-Amoraim, gli succedette Rav Aha b. Rava: sebbene nell'edizione francese del testo intitolato Iggeret Rav, curata da Sherira Gaon, non è menzionato a capo di alcuna Yeshiva, in altri testi posteriori viene citato col titolo onorifico di Mar Zurthra, capo di Yeshiva.